# Emanuel Lasker
Emanuel Lasker (Berlinchen (Pruisen), 24 december 1868 – New York, 11 januari 1941) was een Duits wiskundige en schaakgrootmeester. Van 1894 tot 1921 was hij wereldkampioen schaken.

## Biografie
Lasker stamde uit een joodse familie met Poolse roots, en had geen plezierige jeugd. In 1879 werd hij door zijn vader naar Berlijn gestuurd om daar de kost te verdienen en zelfstandig te worden. Lasker was toen elf jaar. Hij wist zich staande te houden en verdiende een goede boterham met schaken in de vele koffiehuizen. Toen hij twintig jaar was schreef hij zich in voor een sterk toernooi in Breslau. Hij kwam daar als winnaar tevoorschijn en besloot zich nog meer in het schaken te verdiepen.
In de zomer van 1889 reisde Lasker naar Amsterdam om deel te nemen aan het eerste Internationale Schaaktoernooi in Nederland. Daar eindigde hij tweede achter Amos Burn. Tijdens het toernooi speelde hij een legendarische partij tegen Johann Hermann Bauer, waarbij Lasker zijn beide lopers offerde om de pionnendekking voor zijn opponents koning open te breken, wat hem uiteindelijk de winst opleverde.
In 1894 won hij een match om het wereldkampioenschap schaken tegen Wilhelm Steinitz en werd hij wereldkampioen. Daarna wist hij zijn titel te behouden in tweekampen tegen Steinitz, Tarrasch, Marshall, Schlechter, Janovski. In 1921 nam Capablanca de titel van hem over. Lasker speelde nog een aantal sterke toernooien maar kwam niet tot een revanche tegen Capablanca. De laatste jaren woonde hij in Moskou waar hij als schaakinstructeur zijn brood verdiende. Hij schreef o.a. "Laskers handboek van het schaken". In 1937 verhuisde hij naar de Verenigde Staten waar hij in 1941 overleed.
De schrijfster Else Lasker-Schüler is met een oudere broer van Emanuel Lasker getrouwd geweest.

## Laskervariant
| 8 | rd                              | nd | bd | qd | kd | bd |    | rd |
| 7 | pd                              | pd |    |    | pd | pd | pd | pd |
| 6 |                                 |    |    |    |    | nd |    |    |
| 5 |                                 |    | pd | pd |    |    |    |    |
| 4 |                                 |    |    |    |    | pl |    |    |
| 3 |                                 |    |    |    | pl | nl |    |    |
| 2 | pl                              | pl | pl | pl |    |    | pl | pl |
| 1 | rl                              | nl | bl | ql | kl | bl |    | rl |
|   | a                               | b  | c  | d  | e  | f  | g  | h  |
|   | Laskervariant in de Birdopening |    |    |    |    |    |    |    |

Hij analyseerde de Birdopening en zette de Laskervariant op zijn naam: 1.f4 d5 2.Pf3 Pf6 3.e3 c5 (zie diagram).

## Publicaties
- Symon Algera: 'Lasker in Nederland'. In: Man en paard (Schaakvereniging Voorschoten), februari 2018, pag. 27-30. Eerdere versie gepubliceerd in Nieuwsbrief Max Euwe Centrum, dec. 2017[dode link]